# Valgreghentino
Valgreghentino is een gemeente in de Italiaanse provincie Lecco (regio Lombardije) en telt 3197 inwoners (31-12-2004). De oppervlakte bedraagt 6,3 km², de bevolkingsdichtheid is 502 inwoners per km².

## Demografie
Valgreghentino telt ongeveer 1222 huishoudens. Het aantal inwoners steeg in de periode 1991-2001 met 11,3% volgens cijfers uit de tienjaarlijkse volkstellingen van ISTAT.
| Jaar | Inwoneraantal |
| ---- | ------------- |
| 1991 | 2714          |
| 2001 | 3021          |

## Geografie
Valgreghentino grenst aan de volgende gemeenten: Airuno, Colle Brianza, Galbiate, Olginate.